# 1161
Năm 1161 trong lịch Julius.

## Sinh
-Baldwin IV